# ParisTech
A párizsi ParisTech egy klaszter, amely 10 neves párizsi székhelyű grandes écoles-t tömörít. A tudomány, a technológia és a menedzsment teljes spektrumát lefedi, és több mint 20 000 hallgató számára kínál átfogó és egyedülálló, nemzetközileg elismert programokat.
A ParisTech 21 mesterképzést, 95 felsőfokú mesterképzést (Mastères Spécialisés), számos MBA-képzést és számos PhD-képzést kínál.